# أندرياس ويرث
أندرياس ويرث (بالألمانية: Andreas Wirth)‏ هو سائق سباق ألماني، ولد في 19 نوفمبر 1984 في هايدلبرغ في ألمانيا.

## وصلات خارجية
- أندرياس ويرث على موقع Racing-Reference.info (الإنجليزية)
- أندرياس ويرث على موقع DriverDB.com (الإنجليزية)

- الموقع الرسمي